# Ravello
Ravello (napolità: Raviello, Reviello) és un poble i comune italià de la província de Salern, a la Campània. Està situat a la península de Sorrento, en un esplèndid emplaçament (315 m alt.) sobre la badia.
És, juntament amb Positano i Amalfi, el desti turístic més important de la Costa Amalfitana (Costiera Amalfitana). La seva ubicació panoràmica el converteix en una destinació turística popular i el 1997 li va valer la classificació com a Patrimoni Mundial de la UNESCO.

## Història
Ravello es va fundar al segle V com a lloc de protecció contra les invasions bàrbares que van marcar la fi de l'Imperi Romà d'Occident.
Al segle IX Ravello era una ciutat important de la República marítima d'Amalfi.
Va ser un productor de llana dels seus voltants, que es tenyia a la ciutat, i una important potència comercial a la Mediterrània entre el 839 i el 1200.
El 1086, a petició del comte italo-normand Roger Borsa, que desitjava crear un contrapès al poderós ducat d'Amalfi, el papa Víctor III va fer de Ravello la seu d'una diòcesi sotmesa a la Santa Seu, amb el territori separat de la de l’arxidiòcesi d’Amalfi. Al principi, els bisbes de Ravello provenien de famílies patricies de la ciutat, que mostraven el caràcter municipalitzat de l'església.
Al segle XII, Ravello tenia uns 25.000 habitants i conserva diversos palaus de la noblesa mercantil, els Rufolo, d'Aflitto, Confalone i Della Marra.
El 1137, després d'un primer atac fallit dos anys abans, el Ducat va ser destruït per la República de Pisa. Després d'això, es va produir un declivi econòmic i demogràfic i gran part de la seva població es va traslladar a Nàpols i els seus voltants, al Regne de Nàpols.
El 1944, durant la Segona Guerra Mundial, el rei d'Itàlia va viure al Palazzo Priscopio de Ravello, mentre esperava tornar a Roma.

## Llocs d'interès

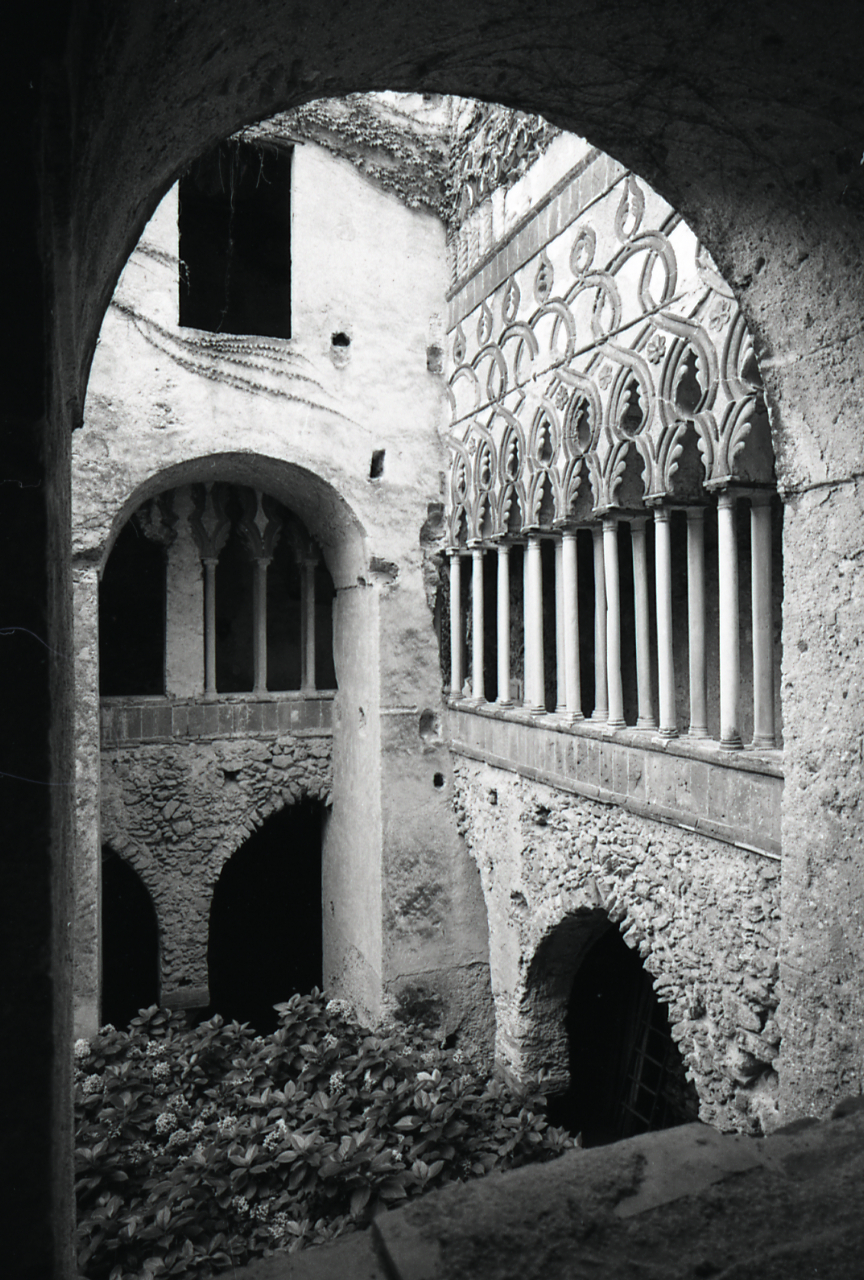
Claustre gòtic a Villa Rufolo

Conserva de l’antiga esplendor (s. XI-XIII) una gran riquesa monumental:
- La catedral romànica de Ravello (Duomo di Ravello): amb magnífics ambó, púlpit i portes de bronze.[2] El "púlpit dels evangelis", creat el 1272 per Nicola di Bartolomeo da Foggia, es troba a la dreta de la nau central.[3]
- Villa Rufolo (1270), amb pati d'arcades encreuades,[2] construïda per Nicola Rufolo, un dels patricis més rics de Ravello, en una cornisa. S'ha convertit en una atracció famosa per a milers de visitants. La vila va ser mencionada per Giovanni Boccaccio al seu Decameró i és el lloc on Richard Wagner el 1880 es va inspirar per a l'escenografia del jardí encantat de Klingsor de la seva òpera Parsifal.[2][4]
- Villa Cimbrone, coneguda per la seva "Terrassa de l'Infinit".[5]
- L'església de San Giovanni del Toro (anomenada així per Joan l'Apòstol i per "Il Toro", nom de l'antic barri aristocràtic en què va ser construïda) data d'abans de l'any 1000. L'església conté el púlpit de Bove (datat 1200–1230).
- La petita església de Santa Maria a Gradillo (segle XI). Té planta basilical, amb absis i dues naus.
- Santuari de Sant Cosme i Damià (segle XIV).
- La Rondinaia, construïda als anys 30 sobre un penya-segat, va ser la residència italiana de Gore Vidal fins al 2004.[6]

## Cultura
La ciutat ha estat històricament destinació per a artistes, músics i escriptors, inclosos Giovanni Boccaccio, Richard Wagner, Edvard Grieg, M.C. Escher, Virginia Woolf, Greta Garbo, Gore Vidal, André Gide, Truman Capote, Tennessee Williams, Graham Greene, Jacqueline Kennedy, Leonard Bernstein i Sara Teasdale (que ho va esmentar a la seva dedicatòria preferent a Love Songs).
Cada any, durant els mesos d’estiu, té lloc el "Festival Ravello". Va començar el 1953 en honor a Richard Wagner.
La pel·lícula Beat the Devil de 1953, dirigida per John Huston i protagonitzada per Humphrey Bogart, Jennifer Jones i Gina Lollobrigida en el seu debut en anglès, es va rodar a Ravello.

## Imatges

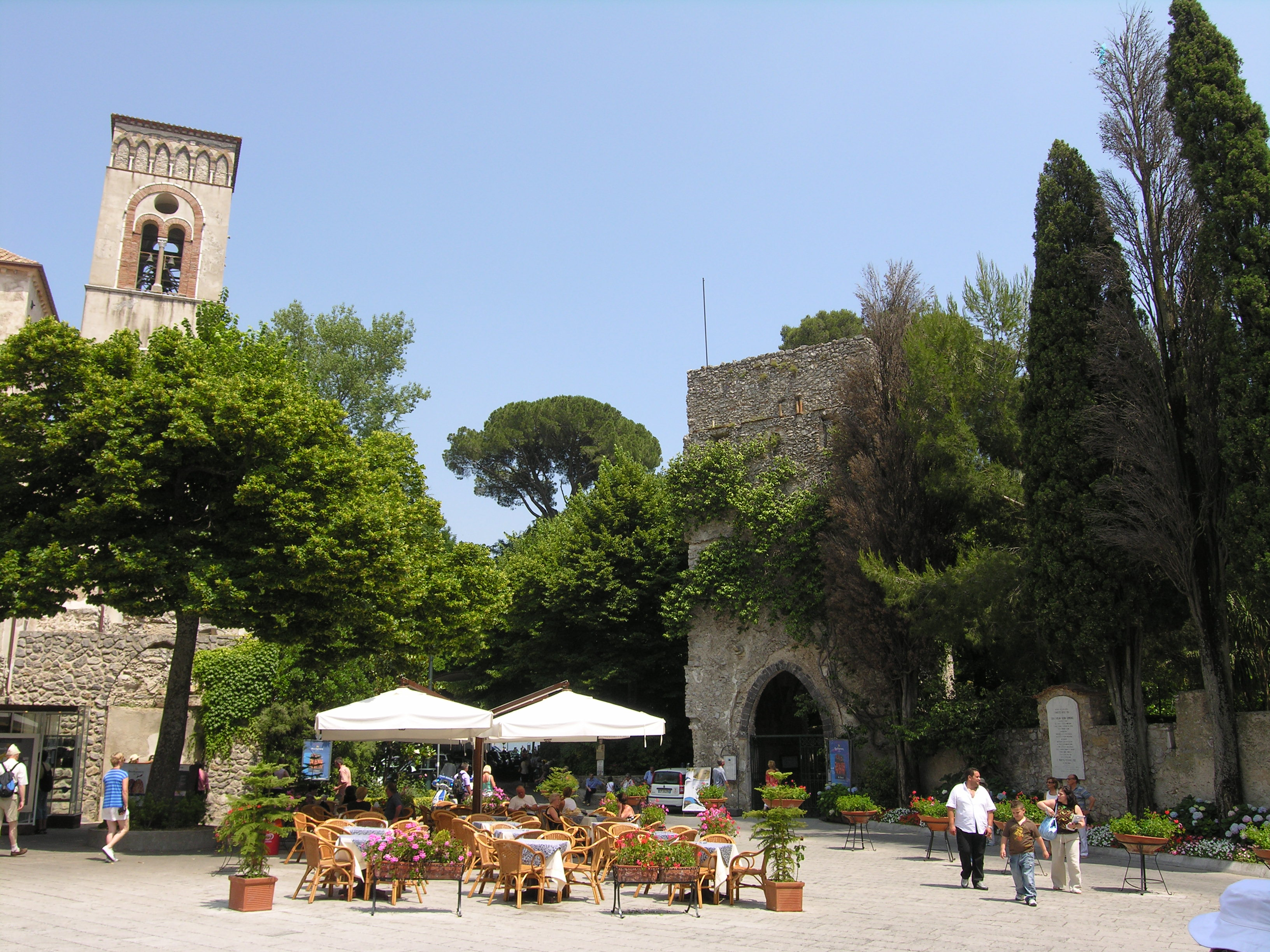
Piazza amb la torre d'entrada a Villa Ruffolo
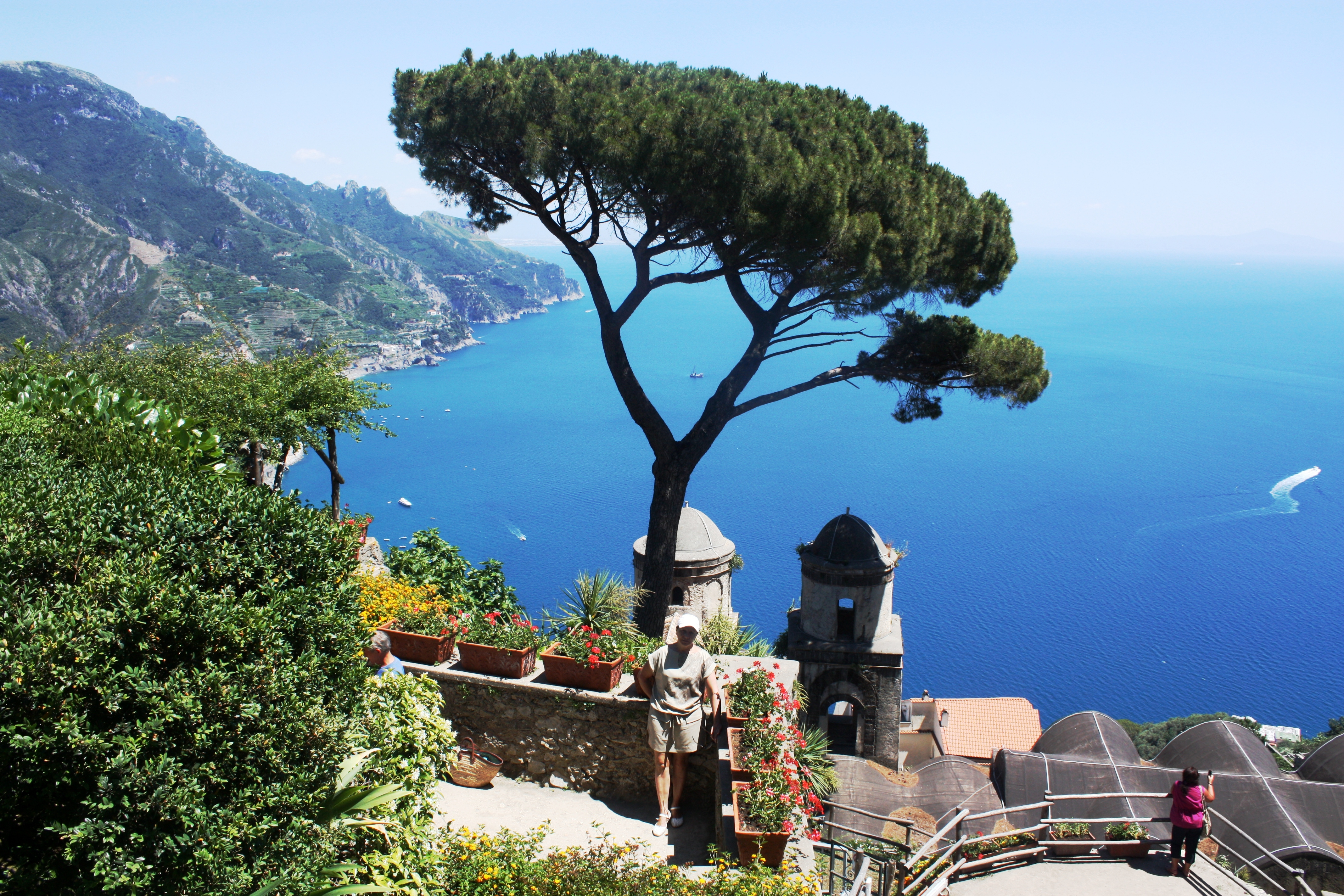
Vista de la costa d'Amalfi des de Ravello
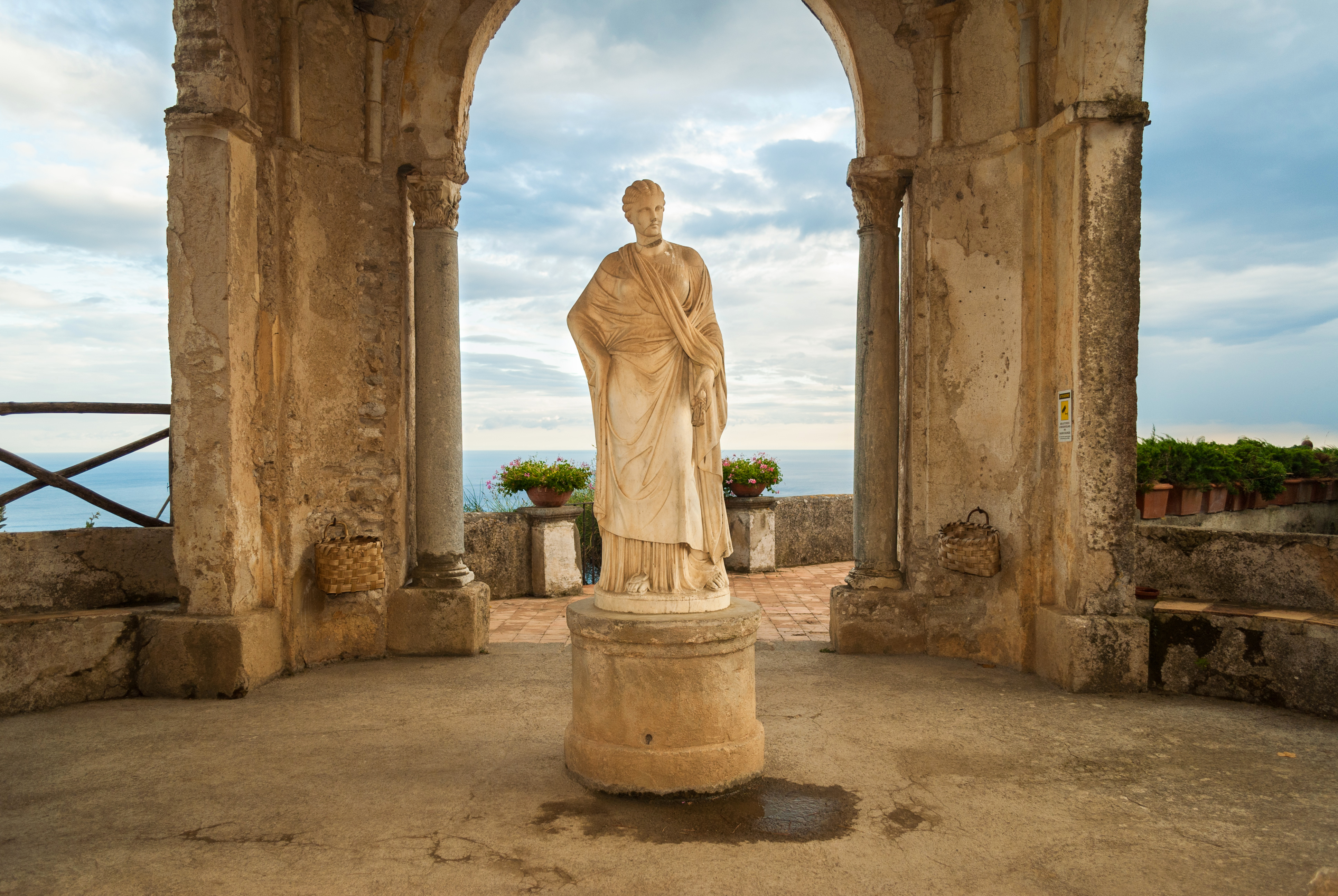
Escultura a la Villa Cimbrone